# Ramón Rivero
Arturo Ramón Máximo Ortiz del Rivero (Naguabo, 29 de mayo de 1909-San Juan, 24 de agosto de 1956), conocido como Diplo, fue un comediante, actor y compositor puertorriqueño. Hizo su debut televisivo en Puerto Rico en La taberna india, el primer programa de comedia/variedades de la televisión puertorriqueña. Protagonizó las películas Los peloteros y Una gallega en La Habana. También organizó la primera Caminata Maratón del mundo, para recaudar fondos para la Liga Puertorriqueña Contra el Cáncer.

## Primeros años de vida
Nació en el pueblo de Naguabo, Puerto Rico, hijo de José Ortiz Alibrán y Providencia del Rivero. En 1917, su familia se mudó a la sección del Viejo San Juan de San Juan, la capital de Puerto Rico. Allí recibió su educación primaria y secundaria. De joven aprendió a tocar varios instrumentos musicales, entre ellos el piano, la guitarra y la mandolina, bajo la tutela de Amelia Maestú y Jorge Rubiano. Su padre, abogado, lo envió a Ontario, Canadá, para estudiar derecho, sin embargo, mientras estaba en Canadá, aprendió a jugar béisbol y recibió una oferta para probar suerte en el equipo de las grandes ligas, los New York Giants. Él no aceptó la oferta y al regresar a Puerto Rico se unió al club de béisbol «Senadores de San Juan». Se casó y le resultó difícil sostener económicamente a su familia como jugador profesional de béisbol, por lo que se mudó con su familia al pueblo de Cayey y trabajó como instructor de educación física en una escuela local.

## Trayectoria

### Artista cómico
En Cayey conoció y entabló amistad con José Luis Torregrosa, y se unió a la compañía teatral itinerante de Torregrosa. Torregrosa se convirtió en su mejor amigo y más tarde sirvió como su compañero de comedia. Juntos actuaron en la comedia El proceso de Armando Líos; esta experiencia lo convenció a seguir una carrera en la comedia. Luego de presenciar una comedia del comediante cubano Leopoldo Fernández, también conocido como «Tres Patines», adoptó la idea de crear un personaje cómico «afropuertorriqueño». Su inspiración para el personaje fue alguien que conoció durante sus años de juventud en San Juan llamado «Diplomacia», de ahí que llamara a su personaje «Diplo». Junto a Torregrosa, fundó «La Farándula Bohemia», compañía teatral en la que pudo desarrollar el personaje «Diplo» y darlo a conocer al público. Su padre le pidió que cambiara su nombre porque otro de sus hijos era sacerdote y tener un comediante en la familia iba contra el decoro. Respetó la petición de su padre y acortó su nombre de Arturo Ramón Máximo Ortiz del Rivero a Ramón Rivero, y agregó el apodo de «Diplo». Entre los talentos locales que Rivero y Torregrosa descubrieron estaba Juan Boria, un poeta puertorriqueño que se haría conocido por su poesía afrocaribeña. En 1941, Boria estaba participando en un espectáculo en la ciudad de Loíza. Rivero y Torregrosa, que estaban presentes, quedaron tan impresionados con la actuación de Boria que lo incorporaron a su compañía.
Su comedia se hizo muy conocida, no sólo en el ambiente teatral ambulante, sino también en programas radiales locales como Los embajadores del buen humor, La vida en broma y El tremendo hotel, donde también participó activamente como guionista. Durante la Segunda Guerra Mundial, Rivero y su compañía teatral, «La Farándula Bohemia», viajaron a las bases militares de los Estados Unidos en las que estaban estacionadas tropas puertorriqueñas y no sólo entretuvo a los hombres, sino que también aceptó y entregó correo a las familias de aquellos que conoció en el extranjero. El industrial puertorriqueño Ángel Ramos, dueño de WKAQ Radio, firmó un acuerdo de exclusividad con Rivero para transmitir El tremendo hotel vía radio. Su programa se convirtió en el programa de radio más popular de Puerto Rico. El tremendo hotel, junto a su otra producción La Farándula Corona, catapultó a WKAQ a lo más alto de los ratings. Entre los muchos artistas puertorriqueños que iniciaron su carrera en El tremendo hotel se encontraban Luis Vigoreaux, Miguel Ángel Álvarez y Sylvia Rexach. En una ocasión, denunció y fustigó a una periodista extranjera que había publicado un artículo en EE. UU. afirmando que «los hombres puertorriqueños vendían a sus mujeres a los militares estadounidense», exhortando a sus compatriotas a expulsarla de Puerto Rico (cosa que hicieron), durante una transmisión radial del El tremendo hotel.
Produjo y actuó en varias producciones teatrales en Puerto Rico entre ellas Mosquilandia, El príncipe Wele-Wele, A mí me matan pero yo gozo, Ese niño es mío, Hay que defenderse, La familia del lío y El tremendo hotel, sin embargo su éxito no se limitó al teatro y la radio.
En 1946, El Mundo, un periódico local, comenzó una tira cómica sobre su personaje Diplo, siendo esta la primera vez que un puertorriqueño de la industria del entretenimiento local recibía tal distinción. Fue un pionero de la televisión puertorriqueña que produjo el primer programa de comedia La Taberna India para Telemundo de Ángel Ramos, una estación de televisión local. Se hizo conocido entre sus fanes como el «Rey de la Farándula» y «Señor Televisión». En el invierno de 1953, él y su compañía viajaron a la ciudad de Nueva York para actuar ante la comunidad puertorriqueña que había emigrado y se había establecido allí durante la gran migración puertorriqueña de la década de 1940. Durante tres semanas él y su espectáculo El tremendo hotel realizaron funciones con entradas agotadas en el Teatro San Juan, Teatro Hispano y el Teatro Puerto Rico.

### Actor y compositor
En Cuba, participó en la película Una gallega en La Habana junto a Niní Marshall, sin embargo fue en Puerto Rico donde en 1953, interpretó el papel principal de «Pepe» en la que posiblemente sea la mejor película jamás realizada en la isla, Los peloteros (con la actriz puertorriqueña Miriam Colón coprotagonizando como su esposa, Lolita) bajo la dirección de Jack Delano. La película, que está basada en una historia de la vida real, trata sobre un hombre (Pepe) que, a pesar de que nadie lo toma en serio, está dispuesto a entrenar a un grupo de niños muy pobres y ayudarlos a recaudar fondos para su equipo de béisbol.
Escribió más de 3000 guiones para radio, teatro, televisión y cine y fue autor de ¿Por qué se ríe la gente? y El álbum de la radio (1940–1948), un estudio significativo y el primer registro histórico de la industria radial en Puerto Rico. También compuso más de diez canciones, entre ellas «¿Por qué será?», «Ya me olvidaste», «Comienza el fin», «Así es», «Me gustó», «Hola, don Pepito» y «Donde quiera que tú vayas».

### Activista
En 1953, organizó el primer Walk-A-Thon conocido del mundo. Caminó 80 millas desde la ciudad capital de San Juan, cruzando Puerto Rico subiendo y bajando por los traicioneros caminos de montaña de Cayey, conocidos como «La Piquiña», hasta Ponce, al otro lado de la isla, para recaudar fondos para la Liga Puertorriqueña Contra el Cáncer. En esa caminata, recaudó el equivalente a $85 000 en 4 días. El Walk-A-Thon se convirtió en un evento histórico que pasó a formar parte de la conciencia colectiva de los puertorriqueños en todo el mundo, y ha sido copiado varias veces desde entonces. También defendió a las víctimas de injusticia durante las revueltas estudiantiles en la Universidad de Puerto Rico, lideró la primera huelga de actores en la isla y fue el primer productor/personalidad en combatir activamente el prejuicio racial en la televisión puertorriqueña, incorporando a negros en sus programas de televisión; primero en La Taberna India (Juan Boria), seguido por Rita Delgado y Dixon como miembros del elenco de su «La Farándula Corona».

## Vida personal
Fue padre de cinco hijos, tres de sus dos primeros matrimonios y dos que tuvo en su tercer matrimonio con la actriz puertorriqueña Alicia Bibiloni. 

## Fallecimiento
En 1955, sus médicos le recomendaron que disminuyera sus actividades laborales por el bien de su salud. Cervecería India, Inc., la cervecería más grande de Puerto Rico y patrocinadora de La Taberna India, no estuvo de acuerdo con la solicitud de sus médicos y exigió que continuara produciendo tres programas de televisión semanales para ellos, lo que resultó en la negativa y renuncia de Rivero. Luego se acercó a Cervecería Corona (competidor de Cervecería India) con la idea de producir un programa de comedia televisiva semanal. Cervecería Corona acordó patrocinar el espectáculo al que denominó La Farándula Corona. El nuevo espectáculo se hizo muy popular entre el público puertorriqueño.
Estaba en proceso de organizar su compañía teatral, que viajaría al pueblo de Yabucoa en un intento de ayudar al pueblo luego de que fuera devastado por el huracán Santa Clara, cuando el 24 de agosto de 1956, murió repentinamente de un aneurisma congénito. Fue enterrado en el Cementerio Santa María Magdalena de Pazzis, en San Juan (Puerto Rico), y se declaró en la isla estado de duelo nacional durante dos semanas. Según el periódico local El Imparcial, asistieron a su entierro un total de 50 000 compatriotas suyos. Debido a su repentina y prematura muerte, no pudo participar en una película pactada con la actriz de Hollywood Rita Hayworth.

## Legado
Su memoria ha sido honrada tanto por el Gobierno de Puerto Rico, que declaró el Día Nacional de Ramón Rivero «Diplo» en 2009, como por Naguabo, su pueblo natal, que nombró una urbanización en su honor. En 1965, se inauguró en la plaza de la ciudad una estatua/monumento de bronce de 15 pies de altura a Ramón Rivero «Diplo». El poeta puertorriqueño Juan Antonio Corretjer escribió «Morir y reír (A Ramón Rivero)», un poema dedicado a Rivero y su personaje «Diplo». El 16 de junio de 2006, el Gobierno de Puerto Rico aprobó la «Ley Núm. 115» que declara cada 29 de mayo como el «Día de Ramón Ortiz del Rivero (Diplo)». En 2009, una caminata «Diplo Regresa a San Juan», en memoria del primer evento, recaudó casi $200 000. En 2009, en la conmemoración de su centenario, la Fundación Ramón Rivero lanzó el libro ¡Diplo! ¿Por qué se reía la gente?, escrito por José Orbi; ISBN 978-0-9661619-2-2.